# Jan-Erik Kuoksu
Bengt Jan-Erik Kuoksu, före 2003 Johansson, född 20 december 1942 i Jukkasjärvi församling, död 20 maj 2017 i Jukkasjärvi distrikt, var en svensk präst och konstnär.
Kuoksu, som var född i Kiruna, studerade oljemåleri hos André Lhote i Paris och på Gerlesborgsskolan i Stockholm, prästvigdes 1975 och blev komminister i Jukkasjärvi församling 1977 och kyrkoherde där 1984–2009. Han påbörjade den kyrkliga verksamheten på Ishotellet i Jukkasjärvi och var verksam där 1992–2009.
Kuoksu var verksam bildkonstnär från 1980-talet och medverkade från 1994  i ett flertal utställningar, den sista postum. Hans konst bestod av fjällmotiv och av målningar med laestadianskt tema.